# Clarivate
Clarivate (ранее — Clarivate Analytics) — независимая американская компания, основанная в 2016 году, управляющая базами данных, информационными системами и коллекциями по интеллектуальной собственности, финансируется на основе подписки к её услугам.
Компания ориентирована на проведение научных и академических исследований, патентный анализ и правовое регулирование, фармацевтические и биотехнологические исследования, охрану товарных знаков, защиту брендов и интеллектуальной собственности.

## История
До 2016 года интеллектуальная собственность компании принадлежала Thomson Reuters.
3 октября 2016 года она отпочковалась в самостоятельную компанию.

## Услуги
Основные услуги: Веб-аналитика, научная аналитика, идентификация авторов и наукометрия.

## Описание
В компании работает более чем 4000 сотрудников, она действует в более чем 100 стран.
Компании принадлежат информационные системы: Web of Science, Cortellis, Derwent Innovation, Derwent World Patents Index, CompuMark, MarkMonitor, Techstreet, Publons, EndNote, ProQuest и другие информационные системы.